# God Save the King
God Save the King (en català: Déu salvi el Rei), alternativament God Save the Queen, depenent del sexe del rei sobirà, és l'himne oficial de la Família Reial Britànica i com a tal, ha estat adoptat per diferents països de la Commonwealth com a himne oficial, malgrat que la majoria d'aquests països han adoptat també himnes alternatius. Actualment serveix d'himne de Gran Bretanya, és un dels dos himnes oficials de Nova Zelanda i és l'himne reial del Canadà i Austràlia. Té la particularitat de canviar de nom en funció del monarca que regna al Regne Unit; si actualment és God Save the King, anteriorment s'havia anomenat God Save the Queen (Déu salvi a la Reina) i el pronom he (ell) se substituïa per she (ella).
L'autoria de la cançó és desconeguda i la lletra ha canviat molt al llarg de la història. Excepte la primera estrofa, la resta ha sigut modificada en diverses ocasions i molts passatges han estat afegits o extrets. Fins i tot avui diferents fonts citen diferents versions de la lletra. Malgrat això, només s'acostuma a cantar la primera estrofa i són molt rares les ocasions on se'n canten dues o tres.